# District de Wanhua
Pour les articles homonymes, voir Monga (homonymie).
Le district de Wanhua, appelé en taïwanais Báng-kah khu et historiquement Monga ou Monka, est un quartier de Taïpei, Taïwan. Il s’agit du plus vieux quartier de la capitale, abritant de nombreux bâtiments remarquables comme le Ximending ou le Red House Theater, le premier et plus grand théâtre de Taïwan. C’est également le plus ancien, bien qu’en déclin, quartier du textile de Taïpei.

## Vue d’ensemble
Wanhua ayant été le premier district de Taïpei à connaître un réel développement économique, on y trouve de nombreux bâtiments anciens ainsi que plusieurs sites culturels. Le grand nombre de temples dans le quartier provient de son passé prospère sous la dynastie Qing. Wanhua peut être divisé en trois sections : nord, centre et sud. Le nord, y compris Ximending, abrite des centres commerciaux et est populaire parmi les jeunes générations. Le centre est reconnu pour ses sites historiques comme le temple Longshan, le temple Qingshui, Qing Shan Gong et la rue historique Bopiliao. Le sud est une zone résidentielle ayant un grand parc urbain, le Youth Park.
Le district de Wanhua est divisé en 36 villages (里) et 722 quartiers (鄰). C’est ici qu’on trouve la plus grande concentration de personnes venant de Chine continentale. La richesse culturelle du quartier est très importante, avec notamment la cérémonie sacrificielle du roi Qing Shan, célébrée annuellement au Qing Shan Gong et qui dure trois nuits consécutives.

## Étymologie
Wanhua est la prononciation en chinois mandarin de Banka (japonais : 萬華), un nom donné par les Japonais pour sa ressemblance phonétique avec l’ancien nom de la ville en dialecte taïwanais (chinois : 艋舺, Pe̍h-ōe-jī : Báng-ka). Ce nom est probablement dérivé de l’austronésien bangka « pirogue à balancier », car Wanhua est adossé à la rivière Tamsui et a été un port de commerce prospère.

## Histoire

### Domination Qing
À la fin de l’ère Qing, Hobe (aujourd’hui le district de Tamsui) était le port ouvert du nord de Taïwan, et le commerce s’effectuait à partir de Bangka. Cependant, en 1862, le Consulat britannique réussit à étendre la limite du port au-delà de la rivière Tamsui, incluant Banka, qui était alors à plus d’une quinzaine de kilomètres de Hobe. Bangka était la plus grande et la plus importante ville du nord de Formose, entièrement chinoise et, d’après l’expérience du missionnaire George Leslie Mackay, profondément anti-étrangers.

### Domination japonaise
Au début du XXe siècle, avec une population d’environ 27.000 âmes, Banka était la troisième ville la plus peuplée de Taïwan, derrière Taihoku et Daitōtei. Banka et Daitōtei faisaient toutes deux partie de l’ère urbaine de Taihoku (Taipei) mais ne faisaient pas partie de la ville proprement dite, qui étaient alors occupée essentiellement par les officiels japonais.

## Tourisme et shopping
Près du célèbre temple Longshan se trouve le Snake Alley Night Market. Ce marché servait autrefois des mets à base de serpent et tortue, mais s’est recentré sur les fruits de mer après les protestations d’associations de défense de l’environnement et des animaux. C’est également à Wanhua qu’est l’ancien quartier rouge de Taïpei. Malgré la pénalisation de la prostitution dans les années 90, une forte présence de prostituées persiste. De nos jours, le marché de nuit et ses alentours sont réputés des touristes et des locaux pour leurs nombreuses échoppes proposant des sucreries à des prix abordables.

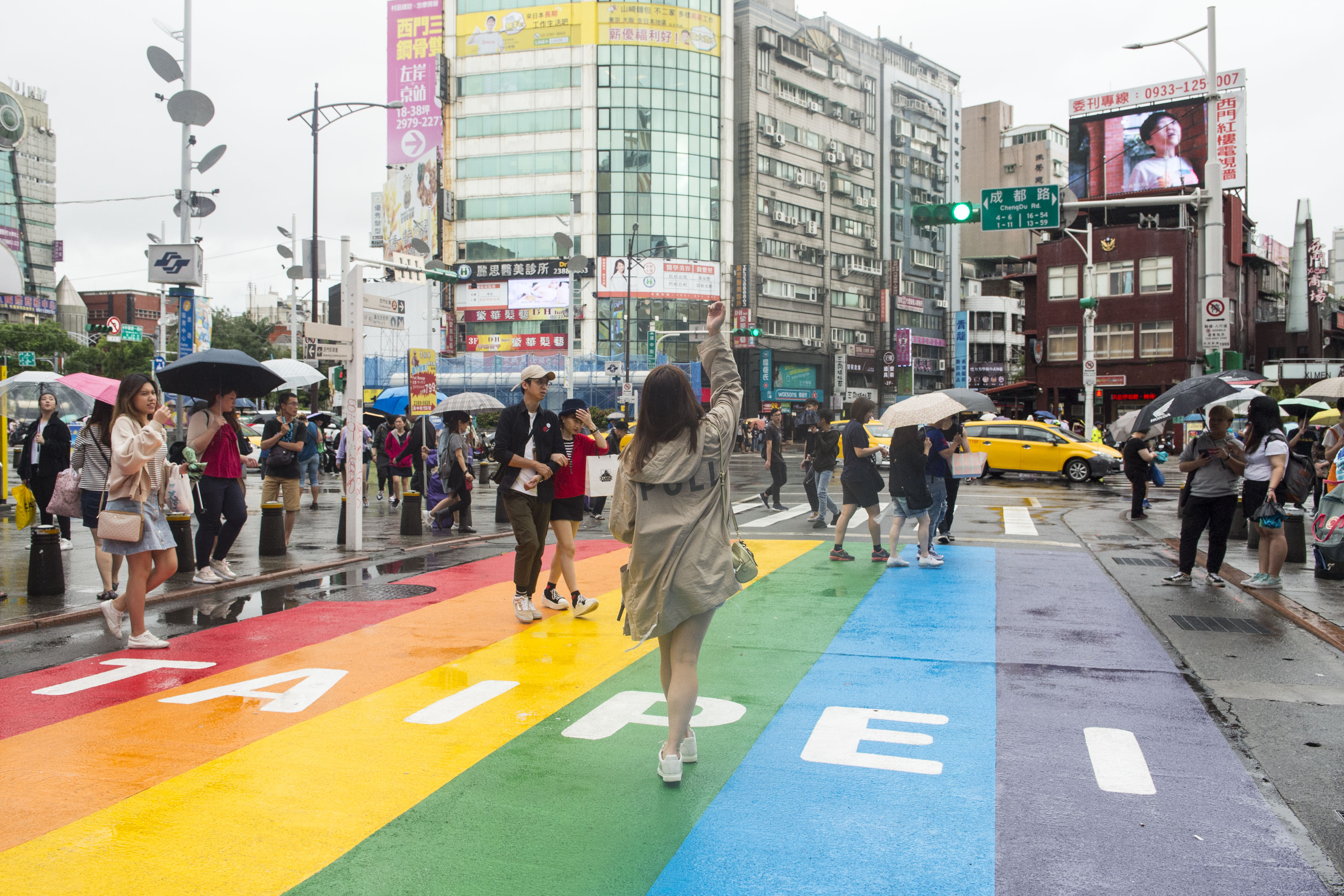
Ximending

Ximending, autre lieu apprécié de Wanhua, est un quartier branché de shopping et est le centre de la vie cinématographique de Taïpei, comptant des salles de cinéma plus que nulle part ailleurs.
Les marchés de nuit, fondamentaux dans la culture taïwanaise, sont particulièrement présents. Les marchés de nuit du district comprennent Huaxi Street Tourist Night Market, Xichang Street Night Market, Guangzhou Street Night Market, Wuzhou Street Night Market, et Nanjichang Night Market. En outre, Wanhua offer de nombreuses rues spécialisées dans toutes sortes d’articles, comme les herbes médicinales, la bijouterie, les logiciels ou encore le mobilier de maison.
On trouve également trois marchés de gros dans le district : le Taipei First Wholesale Fruit and Vegetable Market, le Taipei First Poultry Wholesale Market, et le Taipei Fishery Wholesale Market.
Les autres attractions tourisques incluent le Heritage and Culture Education Center of Taipei City.

## Transports
Wanhua est desservi par les lignes Banqiao et Xiaonanmen du Métro de Taïpei. La ligne Ouest de la Taiwan Railways Administration possède une gare dans le district, Wanhua Station.
Les routes, autoroutes ou ponts importants comprennent :
- Provincial Highway 1 (台一線)：Zhongxiao Bridge, Zhongxiao Road West (忠孝橋、忠孝西路)
- Provincial Highway 3 (台三線)：Huajiang Bridge, Heping W. Rd, Zhonghua Road (華江橋、和平西路、中華路)
- Zhongxing Bridge (中興橋)
- Wanban Bridge (萬板橋)
- Huacui Bridge (華翠大橋)
- Guangfu Bridge (光復橋)
- Huazhong Bridge (華中橋)

## Personnalités liées à Wanhua
- Hannah Quinlivan, actrice et mannequin
- Kingone Wang, acteur et chanteur
- Lin Chia-lung, maire de Taichung (2014-2018)

## Films tournés à Wanhua
- Poussières dans le vent (1986), par Hou Hsiao-hsien
- Dust of Angels (1992)
- Les rebelles du dieu néon (1992), par Tsai Ming-liang
- Exit No.6 (2007)
- Miss Kicki (2009
- Monga (2010), avec Ethan Juan et Mark Chao